# 항우
항우(項羽, 기원전 232년~기원전 202년)는 중국 진나라 말기의 군인이자, 초한전쟁 때 서초(西楚)를 건국한 군주로, 우는 자이며, 이름은 적(籍)이다. 초나라의 명장 항연(項燕)의 후손으로, 처음에는 숙부 항량을 따르며 진왕 자영을 폐위시켜 주살한 후로 서초(西楚)를 건국하고 서초 패왕(西楚 覇王)에 즉위함으로써 왕이 되었고, 초 의제를 섭정으로 도와 통치했으나, 그를 암살했다. 뒷날 유방의 도전으로 초·한간의 끝없는 전쟁에서 사면초가에 몰려 패하고 스스로 목숨을 끊었다.
그의 죽음은 중국 위진남북조 시대 이후 문학의 소재로 활용되기 시작했고, 원나라 이후 희극의 주인공으로도 등장하였으며, 고려시대 이후의 문학에도 등장한다. 또한 무속신의 한 명으로도 숭배된다. 장기에서 초나라의 왕은 항우를 상징하는 기물이다.
사마천(司馬遷)은 항우(項羽)는 산을 뽑을만한 힘과 세상을 압도하는 기개가 있다라고 평했다. 
- 역발산기개세(力拔山氣蓋世)

항우(項羽)는 진나라(秦) 말 정국(政局)을 지배한 실력자였으며 스스로 서초패왕이라 불렀다. 
- 서초패왕(西楚霸王)

그 외에도 만인지적(萬人之敵), 파부침주(破釜沈舟), 금의환향(錦衣還鄕), 사면초가(四面楚歌), 패왕경상궁(覇王硬上弓)은 모두 항우에게서 유래된 것이다.

## 생애

### 초기
항우는 기원전 232년 초나라 하상(下相)에서 태어났다. 항우가 훗날 어린시절을 숙부 손에서 큰 것으로 보아 어린나이에 부모를 잃은 것으로 추정된다. 항우의 가족으로 초나라 장군이었던 할아버지 항연과 숙부 항량(項梁) 등이 있으며 그외에도 항우의 가문에는 초나라 군인이 많았다고 한다. 기원전 224년 경 할아버지 항연이 진나라와의 전쟁에서 패배해 전사하고 초나라가 멸망하자 어린 항우는 숙부 항량과 함께 회계의 오중(吳中)으로 숨어서 항량의 손에 자랐다.
이세원년(기원전 209년) 항우가 24살이 되던 해 진승(陳勝), 오광(吳廣)의 난이 일어나고 진나라가 혼란에 빠진다. 이런 상황에 회계군의 진나라 군수 은통(殷通)은 진나라에 반기를 들 계획을 하고 당시 회계에서 인망과 세력이 있던 항우의 숙부 항량을 포섭하려한다. 그러나 항량은 역으로 은통을 제거하고 회계군을 장악할 마음을 가지고 항우와 모의를 한다. 그 해 9월 은통이 항량을 초대한 자리에서 항량은 환초(桓楚)라는 장수의 행방을 묻는다는 핑계로 항우를 불렀고 호출을 받은 항우는 계획대로 은통을 살해한 뒤 군사를 이끌고 회계군을 빠르게 장악한 뒤 항우는 부장이 되어 회계군수가 된 항량을 보좌한다.
이세2년(기원전 208년) 음력 1월 진승의 장수였던 소평(召平)이 광릉에서 패전하고 지원병을 구하던 중 회계군에 찾아와서는 거짓으로 진승이 항량을 상주국(上柱國)에 임명했고 회계군 서쪽으로 진군할 것을 지시했다고 거짓말을 한다. 항량이 진짜 속았는지는 불분명하지만 이를 계기로 항량은 서쪽으로 진군할 계획을 잡고, 2월 오강을 건너고 항우도 여기에 종군한다. 이후 항량의 군대가 진영과 영포, 포장군(蒲將軍)의 세력을 흡수하고 경구의 군대를 격퇴하는등 빠르게 성장하자 항우는 항량에게 군대를 받아 별동대로 활동한다. 음력 4월경 항우는 양성을 어렵게 함락한 일이 있었는데 이 때 항우는 양성의 군인과 거주민을 모조리 파묻어 죽여버린다. 그뒤로는 패공 유방과 같이 별동대를 이끌고 활동 7월에는 성양(城陽)을 함락시킨걸을 시작으로 복양(濮陽) 정도(定陶), 옹구(雍丘), 외황(外黃)등을 돌며 진군을 격파하고 삼천(三川)의 군수 이유(李由)까지 전사시키는 대승을 거둔다. 그러나 이과정에서 성양에서 또 학살을 저질러 잔혹한 모습을 보인다. 이후 초왕 미심의 발언을 보면 양성과 성양외에도 자주 학살을 저지른 것으로 추정된다.
이세2년(기원전 208년) 음력 9월 항우가 패공 유방이 같이 외황을 떠나 진류를 공격하던 중 숙부 항량의 본대가 장함이 이끄는 진나라 군의 역습으로 정도에서 대패하고 항량 본인은 전사하게 된다. 항우와 패공은 급히 여신(呂臣)의 군대와 합류해 진류에서 동쪽 팽성으로 퇴각한다. 초왕 미심은 항량의 패배를 수습하면서 항우를 장안후(長安侯)로 임명하고 노공이라는 호칭을 준다. 그러나 얼마 뒤 장함의 진나라 군이 조나라를 공격해 수도 거록성을 포위하고 용도(甬道)라는 도로를 만들어 보급로를 구축하자 초왕 미심은 조나라를 돕고 이번 기회에 진나라의 중심부인 관중으로 진격하기로 결정한다. 이때 초나라 장수들은 진나라의 강한 기세에 관중공격을 반대하고 오직 항우만이 항량의 복수를 위해 패공과 같이 관중에 들어가기를 원했다. 그러나 초왕 미심과 여려 신하들은 항우가 저질렀던 학살 때문에 항우가 학살로 적을 늘릴 상황을 우려했고 때문에 온화했다고 알려진 패공 유방을 항우대신 관중으로 보내고 대신 항우는 조나라 구원군으로 파견하기로 결정한다.

### 거록대전과 진나라 멸망
이세2년(기원전 208년) 음력 9월 초왕 미심은 조나라 구원군을 구성하면서 송의를 과거 항량이 정도에서 패배할 것을 예견했던 군사적 능력을 인정해 상장군으로 임명해 조나라 구원군을 지휘하게 하고, 항우는 송의의 부하인 차장으로 임명한다. 경자관군(卿子冠軍) 송의가 이끄는 조나라 구원군은 안양지역에서 멈춘뒤 46일간 움직이지 않았다. 이에 항우는 상관 송의에게 행군을 서둘러 줄것을 부탁했지만 송의는 이를 묵살한다. 여기에 보급품까지 부족한 상황에서 송의가 아들 송양(宋襄)의 송별잔치를 크게 열어준 일로 항우를 비롯한 부하장수들의 불만이 극에 달했다. 음력 11월 결국 항우는 밤을 틈타 송의를 살해하고 송별잔치 사건으로 군사들의 분노를 산 송양(宋襄)도 부하를 시켜 살해한다. 그리고 군사들에게는 초왕의 명령으로 송의를 처형했다고 거짓말을 했고 여러 장수들도 이에 호응해 항우를 임시 상장군으로 추대한다. 한편 초왕 미심도 어쩔 수 없이 항우를 상장군으로 인정한다. 상장군이 된 항우는 당양군과 포장군에게 병졸 2만을 별동대로 주어 거록을 급하게 돕게하고, 그뒤 본대를 이끌고 장하강을 건넌다.
음력 12월 장하강을 건넌 항우와 군사들은 사흘 양식만 준비한 뒤 솥과 천막을 타고온 배까지 모두 부숴버려 빠르게 승리할 것을 각오한다. 그 뒤 항우는 보급도로인 용도와 거록성을 포위한 진나라군을 공격해 9번 싸워 모두 승리하고 진나라 장수 소각(蘇角), 섭리는 죽이고 왕리는 포로로 잡는 대승을 거둔다(거록 대전) 이 승리로 다른 제후군도 항우를 섬기게 된다. 거록 대전 이후 항우는 퇴각한 장함의 군대를 추격해 극원지역에서 대치한다. 장함은 항우의 계속되는 공격과, 진나라 조정과의 불화, 진여의 설득등으로 저항할 의지를 잃어갔고 결국 후시성(侯始成)을 보내 항우와 항복협상을 한다. 여러번의 교전과 협상을 이어간 끝에 항우도 거록대전 직전 보급품을 모두 부서버린 일로 군량이 부족해 싸움에 어려움이 있어 장함의 항복을 받아들인다. 이세3년(기원전 207년) 음력 7월 항우는 은허(殷虛) 지역에서 장함의 항복의식을 받은 뒤 진나라 항복군 20만명을 받아들이고 장함을 옹왕으로 임명하고 같이 항복한 사마흔을 상장군으로 임명해 항복한 진나라 군을 맡긴다. 거록대전 후 항우는 관중정벌을 위해 서쪽 함곡관으로 진군하던 중 초나라 병사들이 과거의 원한때문에 항복한 진나라 군대를 핍박하는 일이 벌어지고 일부 진나라 병사들이 불만과 혹시나 패배하면 관중의 가족들에게 있을 피해를 걱정하는 등 불만의 목소리가 생겨나자 항우는 이런 불만을 자신에 대한 반항으로 간주한다. 그리고 음력 11월 신안지역에 진군하자 항우는 경포와 포장군을 시켜 밤에 진나라 군대의 주둔지를 습격 장함, 사마흔, 동예를 제외한 진나라 군사 20만을 신안성 남쪽에 생매장 해버린다.(신안대학살)
허나 이 기간동안 패현의 유방(劉邦)이 함양에 먼저 입성하여 한중왕이 되려하자 본대도 서둘러 함곡관을 향해 진군하였다. 별동대인 유방이 함곡관에서 자신을 막고 항거하려는 움직임이 있자 유방은 화를 내고 함곡관을 깨뜨린다. 이에 본대의 장군들은 유방을 홍문에 불러내 범증의 말처럼 죽이려 하였으나, 장량의 계책에 빠져 결국 죽이지 못하고 유방의 항복을 받은 후 유방을 풀어줬다.
이후 항우는 함양성에 입궁하여 진왕 자영을 죽이고 도성 함양에 아방궁과 일부 건물을 불사르며 진나라를 멸망시킨다

### 18국 분봉과 초한전쟁의 시작
한왕 원년(206년) 음력 4월 항우는 중국을 18개 나라로 나누어 제후왕들을 임명하고 군대를 각자의 영지로 해산한다. 이 때 항우 자신은 서초(西楚)를 건국하고 서초의 왕으로 즉위하여 초희왕의 수도였던 팽성에서 희왕을 침현으로 보내고 팽성을 자신의 수도로 정한다.
처음 진나라를 멸망시켰을 때 초희왕은 먼저 관중을 점령한 유방을 관중의 왕으로 임명하는 등 분봉에 대한 지시를 내렸지만, 항우는 자기가 진나라를 멸망시켰다며 희왕의 지시에 불만을 품고 자기가 직접 분봉 하기로 결정한다. 그러나 항우의 분봉은 불공평하고 자의적이었으며, 특히 항우 자신을 따라 관중을 점령하는데 도움을 줬는지 여부에 따라 봉분에 심각한 차별을 줬고 반진연합 세력들의 심각한 불만과 갈등을 초래한다. 이에 주요 문제점을 정리해보면 다음과 같다
- 초의제 : 먼저 초희왕의 지시도 무시하고 자기멋대로 분봉을 해버렸으며, 항우가 수도 팽성을 차지하기 위해 초희왕을 명목상으로 초의제로 칭호를 올려준 뒤 초의제를 격오지였던 침현으로 사실상 추방해버린다.
- 한왕 유방 : 처음 초희왕이 약속해준 관중의 왕이 아닌 관중의 극히 일부지역 그중에서도 당시에 정치범들을 유배보내던 격오지 파촉지역을 생색내기로 봉분해 한왕으로 임명하고 병사도 10만명중 3만명만 동행하게 만들었다. 거기에 남은 관중땅에는 거록에서 항복한 장함, 사마흔, 동예를 각각 옹, 새, 적왕으로 임명해 이 삼진왕들이 유방을 감시, 견재하도록 만들었다. 여기까지는 정적인 유방을 탄압할 목적으로 고의적으로 불공평한 분봉을 한 것이었으니 납득이 가는 행동이었으나, 정작 자기 숙부였던 항백의 설득에 파촉과 관중을 이어주는 교통의 요지 한중을 유방에게 줘버렸다. 당시 삼진왕들은 진나라의 배반자에 신안대학살에서 부하들을 버리고 자기들만 살아온 사실에 옛 진나라 백성들의 심각한 원성을 사고 있었고 무엇보다 삼진왕들의 부하들은 전부 항우가 신안땅에서 죽여버려서 유방의 군대를 막을 군대가 아예 없었다.
- 제나라의 전영 : 진나라 멸망시기 제나라는 구 전씨 왕족들의 내전 끝에 전영이 제나라의 실권을 잡았고 자신의 조카 전불을 왕으로 세운 상황이었다. 그러나 항우는 구 제나라 지역을 3개로 나누어 원래 제나라의 왕 전불은 교동왕으로 격하시켰고, 반대로 자신과 싸우던 전가의 친적 전안을 제북왕으로 그리고 관중 점령에 참여했던 전도는 과거 제나라 수도 임치를 포함한 제나라의 중심부의 땅을 주고 제나라의 왕으로 임명해버린다. 반면 실권자 전영에게는 아무런 영지도 지급하지 않았다. 이 조치에 전영은 엄청나게 분노했는데 당장 자신이 조종하는 전불의 영지가 대부분 날아갔으며 제나라 중심부를 차지한 전도는 일개 장수출신에, 전안은 과거 자신과 내전을 벌이다 초나라로 도망간 전가의 친척이었다.(제나라의 마지막 왕 전건의 일족으로 전안은 전건의 손자, 전가는 전건의 동생이다) 이를 보면 항우가 제나라의 전영을 견재하겠다는 의도가 명백했으나 문제는 당시 전영을 따르는 세력은 나머지 두 제왕들을 압도하고 있었는데 항우는 여기에 대한 대책을 세우지 않았다.

항우는 금의환향(錦衣還鄕: 금의환향의 고사도 항우에게서 태어났다)의 명목으로 팽성에 도읍한 후 서초 패왕이라 칭하였다. 본래 자신이 숙부 항량과 함께 세웠던 초나라의 의제를 기원전 206년에 암살했다. 한편 유방으로 하여금 찬탈자를 친다는 명목으로 거병하는 원인을 제공했다.
파촉을 제외한 전통적인 진나라 지역은 셋으로 나누어 장함, 사마흔, 동예를 왕으로 삼고 지키게 했을 뿐이었다. 이에 소하의 천거로 대장이 된 한신은 삼진을 속전속결로 격파하고 패왕이 미처 원군을 보내기도 전에 함양성을 점령한다. 패왕은 그제서야 한왕 유방을 치려 했으나, 다시 한번 장량(張良)의 농간에 빠져 한을 치는 일은 다음으로 미루고 대나라 왕을 일컫는 진여와 제나라의 반란을 진압하러 갔다. 이는 한왕으로 하여금 중원으로 더욱 더 진출을 할 수 있는 계기를 만들어 준것이다.
패왕은 제나라의 반란을 단숨에 제압하지 못하였고, 이에 한신과 장량의 반대를 무릅쓰고 동진한 한왕에 의해 수도 팽성을 빼앗겼다. 이에 패왕은 종리말 등에게 주력군을 내려 제나라의 반란을 제압하게 하고 자신은 단 3만의 정예부대로 팽성을 수복하러 간다. 이에 한왕은 자신의 군과 천하의 여러 제후들이 보낸 원군이 보낸 총 병력 60만 대군을 이끌고 팽성에서 패왕과 맞섰는데 이가 팽성 전투이다. 압도적인 병력 차지만, 패왕은 그 특유의 용맹과 무예로 한왕의 60만 대군을 격파해, 수십만의 제후연합군이 달아나다 물에 빠져 죽었다. 패왕은 팽성을 수복하였으나, 끝내 유방을 잡지는 못하였다.
이후에도 자신의 특출난 장수로써의 실력과 참모 범증(范增)의 계책을 써 고조 유방과의 싸움에서 승승장구 하였으나, 고조에게 투항한 진평(陳平)이 항우와 범증을 갈라놓아 결국 항우는 범증을 내쳤고, 이에 상심한 범증이 고향으로 내려간 후 종기에 걸려 죽고 말았다(이를 중국 제 2대 애탄이라 한다). 그 후에도 항우는 유방과의 싸움에선 승리를 하는 등 용장의 기세를 보였으나, 항우가 유방과 대치하는 틈을 타 하북을 평정한 한신까지 합세하자, 결국 해하(垓下)에서 항우가 이끄는 초군은 유방이 이끄는 한나라군의 포위망에 갇혀있게 되었고 한나라군은 장량의 계책으로 초군 병사들이 고향을 그리워하며 항복하게 하기 위해 초나라 진영을 향해 초나라 민요를 연주하게 하였다. 이에 후세 사람들은 이를 빗대어 위기에 몰린 사람에게 이 계책에서 유래된 사면초가(四面楚歌)라는 고사를 만들어 불렀다.
항우는 허탈하고 상심하여 수백 명밖에 남지 않은 자신의 진영을 둘러보았고, 이에 끝까지 자신과 함께있는 자들을 위하여 그들의 고향인 강남으로 향할 수 있는 오강(烏江)까지 자신이 그들을 이끌도록 약속한다. 일단 진영을 에워쌌던 100만에 달하는 한군들의 포위망을 돌파하자 남은 것은 단지 28기 뿐이었다. 항우는 참담하면서도 더욱 악에 받쳐 그 28기를 이끌며 강가로 달려갔는데, 그 와중에도 한의 관영(灌嬰)이 이끄는 정예병 5천이 추격하였지만, 항우는 그들을 단 28기로 격파하였고, 마침내 오강에 다달아 그때까지 자신을 따르던 강남의 자제들을 모두 강남으로 향하는 배에 태웠는데, 이때 살아남은 기마의 수는 두 명만이 죽은 26기로, 몇 천 명을 상대로 싸워 두 명만이 죽고 유방과 한신의 지독한 추격을 따돌린 것이다.
항우는 그 26기의 강남자제와 사공의 배를 타서 강남으로 도망가 훗날을 기약하자는 권유를 거부하였는데, 처음 회계에서 거병할 때 자신을 따른 8천의 강동자제들을 모두 잃고 이제 오직 26기만 살아있으니 강동의 백성들이 용서하여도 자기 자신이 자신을 용서할 수 없다는 것이었다. 배가 강남으로 떠난 것을 보고 항우는 마지막에 단기로 적진에 뛰어들어 싸워 수백 명을 죽이고 자신 역시 많은 부상을 입었다. 항우는 옛 부하 여마동을 보고는 “유방이 내 목에 천 금과 만 호를 걸었다는데 그 은혜를 베풀겠노라!”하고는 목을 베어 자살하였다. 왕예가 목을 취하자 남은 기병들이 서로 짓밟으며 그 시신을 다투다가 수십 명이 죽었다. 결국 여마동·양희·여승·양무 네 명이 하나씩 차지했고, 나중에 맞춰보니 항우가 맞았기에 봉지를 다섯으로 나누어 모두 제후가 되었다.
항우는 진나라와의 거록 전투, 유방과의 수수 전투를 통해 역대급의 무예와 통솔을 자랑하는 장수이다. 그리고 그가 죽기 직전 지은 시인 해하가(垓下歌)가 있다(《사기》의 항우본기에 기록되어 있음.). 많은 전문가들은 장수의 재능으로서는 항우를 중국 역사상 최고라고 평가한다.

## 해하가(垓下歌)
力拔山兮氣蓋世(역발산혜기개세)
힘은 산을 뽑을 만하고, 기운은 세상을 덮을 만한데
時不利兮騶不逝(시불이혜추불서)
때가 불리하여, 오추마는 나아가지 않는구나
騶不逝兮可奈何(추불서혜가내하)
오추마가 달리지 않으니, 이를 어찌 할 것인가
虞兮憂兮奈若何(우혜우혜내약하)
우희야, 우희야, 이를 어찌한단 말이냐?

## 스스로에 대한 평가
항우는 측근의 전략보다는 자신의 힘을 믿었다. 자신을 스스로 평가하기를,
| “ | 내가 군사를 일으킨지 8년 동안 70여차례 싸우면서 단 한번도 패한적이 없다. 모든 싸움에 이겨서 천하를 얻었으나 여기서 곤경에 빠졌다. 이것은 하늘이 나를 버려서이지, 내가 싸움을 잘못한 것은 아니다. 오늘 여기서 세 번 싸워서 모두 이기면 하늘이 나를 망하게 한 것이지 내가 싸움을 잘못한게 아니란 것을 알 것이다. | ” |
|   | — 항우, 해하전투가 있기 전 |   |

이것을 보았을 때 항우는 자만심에 빠져서 패했다는 말과 인재를 쓰지 못함이 크다.

## 평가
항우는 평소 학문을 매우 싫어했는데 그의 일화가 이를 잘 나타내 준다.
숙부 항량이 젊은 항우에게 처음에는 학문을 가르쳤으나 얼마 못가 학문은 이름만 쓸 줄 알면 된다며 그만 뒀고, 무술을 가르쳤으나 이 또한 얼마 못가 무술은 한 명의 적을 상대할 뿐이라 시시하다 하며 그만 두어서 항량이 항우에게 병법을 가르쳤다. 하지만 항우는 이마저도 지루해 하며 제대로 공부하지 아니하여 얼마 못가 흐지부지하고 말았다.

### 유교에 인의를 더 지킨 인물
그동안 정설로 통하던 많은 역사적 기술들을 단순한 평전은 넘어서는 연구서로써 수정한 도쿄도립대 중국사학자 사타케 야스히코 명예교수는 '인간됨'에 대해서 《사기》에서는 유방과 항우를 다 인의에 밝은 인물로 보고 있지만, 따지고 보면 항우가 유방보다 인과 의를 더 지켰다고 말한다.
그러나 이미 엄청난 학살과 전쟁 관련 범죄를 저질렀다.

### 학살자
항우가 당대는 물론 후대와 현대까지 가장 비판받는 부분으로 항우는 중국사에서 손꼽히는 학살자로 악명이 높았다. 가장 유명했던 학살은 신안대학살이지만 그 이전 그 이후로도 항우는 지속적으로 학살을 벌였다. 역사서에 기록된 항우의 주요 학살사건은 다음과 같다.
- 양성 학살: 양성을 함락시키고 나서 주민들을 생매장했다.

- 성양 학살: 유방과 별동대로 움직일 때 성양을 함락하고 주민들을 학살했다.
- 신안 학살: 기원전 207년 음력 11월 장함을 따라 항복한 진나라 군 포로 20만을 생매장한다.
- 함양 학살: 기원전 207년 음력 12월 진왕 자영을 죽이면서 진나라의 수도 함양성의 진나라 주민들도 같이 학살한다.
- 제나라 학살: 기원전 205년 항우가 임명한 왕들을 제거하고 스스로 왕이 된 전영을 공격하는 과정에서 항복한 포로들을 생매장한 것을 시작으로 북진하면서 민간인들을 학살했다.

이처럼 항우의 학살은 심각하게 악명높았고 특히 민간인 살해에 있어서는 전례를 찾아보기 힘들 정도로 악명높은 학살자였다. 결국 항우의 이런 행보로 전 중국의 공적이 되어버렸고, 항우군에 공격을 받은 나라와 주민들은 어차피 항복해도 죽을거 죽을 때까지 저항한다는 심정으로 끝까지 항우에게 저항했고, 반대로 유방은 학살자 항우에게 대항하는 구원자로 적극적으로 지지를 받게 된다.
그리고 도덕적 부분을 다 빼고보더라도 항우의 학살은 항우에게 치명적인 불이익만 가져왔는데 우선 항량의 별동대 시절 벌인 학살로 초의제와 초나라 신하들은 항우를 심각하게 불신해서 항량이 전사하자 항우의 군 지휘권까지 박탈했으며, 신안 학살과 함양 학살로 진나라 주민들의 원한을 사서 파촉으로 실질적으로 유배보낸 유방이 반년만에 다시 튀어나와 매우 빠르게 구 진나라 지역을 점령하고 장악하는데 큰 도움만 주었고 반대로 이를 막을 3진의 장함, 사마흔, 동예는 그 부하들이 전부 신안 땅에 묻혀있었고 그 결과 겨우 반년만에 튀어나온 유방의 군대를 막을 수가 없었다.
그리고 제나라의 학살로 제나라 주민들은 자기들이 암살할 정도로 탐탁지 않게 여기던 전씨 일족을 다시 왕으로 인정했고 반대로 제나라 주민들의 치열한 반격에 항우와 군대는 제나라 땅에 묶여 있을수 밖에 없게되고 그 결과 유방이 진나라 지역을 점령해 다시 세력을 얻는것을 지켜볼 수 밖에 없었고 나중에는 초나라를 공격해 팽성까지 함락당하는 상황까지 오게된다. 상황이 이런데도 항우는 전혀 깨닫지 못하고 학살을 이어갔고 결국 패망직전에 외황에서 학살을 중단했지만 때는 이미 늦어도 한참 늦은 뒤었다.

### 부하 불신
항우는 자신의 부하들을 못믿고 의심을 많이했는데, 특히 자신의 중요한 장수였던 구강왕(九江王) 영포(英布)를 못믿어 영포에게 항우 자신에게 불만을 품게 만들고 끝내 유방에게 빼앗긴것과 중요한 신하 종리말과 참모였던 범증마저 진평의 반간계에 빠져 의심하고 결국엔 자기의 손으로 범증을 내쳐 결국 죽게 만드는 것은 항우의 의심의 정도가 너무 심하다는 것을 증명한다.
그런데 그 반간계라는 게 아주 어이없었다. 진평은 진수성찬을 차린 뒤 항우의 사신을 맞이하면서 계속 승상 범증의 안부만 물었는데 사신이 자신은 항우의 사신이라서 범증의 사사로운 것에 대해서는 자세히 모른다고 말하자 진평은 진수성찬을 치우고 항우의 사신이라는 이유로 면박을 주고 내쫓았다. 이를 항우에게 보고하자 항우는 범증에 대한 질투심이 극에 달해서 범증을 꾸짖고 내쫓았다. 결국 범증은 지병이 악화되어 죽었으며 범증이 없어진 항우는 빠르게 멸망했다.
또한 그는 대체로 자신의 신하들의 말을 듣지 않았는데, 참모 범증의 말을 듣지 않고 유방을 홍문에서 죽이지 아니한것, 함양을 떠나 금의환향을 한다면서 팽성으로 도읍하여 결국 한신에게 하여금 손쉽게 천하의 중심 관중을 차지하게 방치한것, 의제를 시해한것, 한신을 얕보아서 무작정 돌격하여 범증이 보낸 포장군(蒲將軍)이 아니였다면 한신의 계책에 죽을뻔 한것 등 범증의 말만 들었다면 아마 유방은 한중에서 나오긴커녕 시도조차 하지못했거나 아님 아예 홍문에서 죽었을것이다. 참모 범증의 말을 듣지 아니하니 다른 부하들의 말을 안듣는 것은 당연지사, 항우는 해하에서 부하들이 강남으로 후퇴하자는 권유를 무시하고 결국엔 사면초가의 계로 인해 싸움한번 하지 않고 군사를 전부 잃고말았다.
또한 항우는 비록 자신의 부하들은 끔찍이 사랑하고 아끼지만, 적군에겐 잔혹하였는데, 한 번은 반란의 조짐을 내비친 자신에게 항복한 진군 20만 명을 모조리 생매장시켰다.

## 기타
- 한나라의 고조 유방은 초 의제의 복수를 명분으로 항우를 공격하게 된다.
- 한국 조선시대의 김종직은 세조의 반정을 항우의 쿠데타에 비유하여 조의제문을 지었다.
- 연산군은 조의제문을 수록한 사초를 가져오라는 전대미문의 명으로 문제가 되는 일부를 열람하여 훈구파에 대항하는 사림파에게 무오사화로 벌을 내린다.[4]
- 중국의 민간 설화에는 이런 것이 전해진다. 어느 날 항우가 조조를 만났다. 조조가 항우에게 "귀공은 천지를 진동하는 패왕이니 이 쬐끄만 이를 죽이는 것 쯤이야 귀공께는 아무것도 아닐 것입니다. 한번 죽여보겠습니까?"라고 말하자 항우는 이를 향해 바위를 번쩍 들어서 내리쳤다. 하지만 이는 여전히 살아서 멀쩡히 기어다녔다. 이에 조조는 두 개의 손가락을 움직여 손톱으로 이를 눌러 죽였다. 이를 본 항우는 조조에게 굴복했다.

## 항우가 등장한 작품
- 《패왕별희》 (경극)

## 가계
- 조부 : 항연
  - 숙부 : 항량
  - 숙부 : 항백
- 애첩: 우희

## 같이 보기
- 초한전쟁
- 진왕 자영
- 초 의제
- 초한지
- 전한 고제
- 사면초가
- 항량
- 장기
- 사기 (역사서)#문학면
- 조의제문
- 전한 고조
- 초 의제
- 김종직
- 18 제후왕